# Jean Baptiste Noulet
Jean-Baptiste Noulet (Toulouse, 1 de mayo de 1802 (11 Floreal Año X)-Venerque, Alto Garona,24 de mayo de 1890) fue un investigador y naturalista francés.  Contribuyó a probar la existencia del humano fósil y fue un pionero de la arqueología prehistórica en tanto que disciplina científica.

## Desarrollo
Jean-Baptiste Noulet obtiene su doctorado en Medicina en la Facultad de Montpellier en 1832.
Realiza descubrimientos arqueológicos en 1851 en los depósitos paleolíticos del playón del Infernet (« pequeño enfer » en occitano), sobre la comuna de Clermont-le-Fort, probando la existencia de humanos fósilees. Ellos confirmarían las ideas de Boucher de Perthes, muy fuertemente criticadas por el medio conservador de la época. Encima, la Academia de las Ciencias de Toulouse solo publica sus trabajos recién en 1860, habiéndose presentados en 1853 ; tal lentitud le quitó notoriedad a su descubrimiento. Probó notablemente que el humano fue contemporáneo de animales hoy desaparecidos. En la región del Infernet, halló dos colmillos de mamut, restos de rinocerontes lanudos Coelodonta antiquitatis, especies fósiles de bóvidos, caballos y de gatos de las cavernas. El humano coterráneo convivió con esas especies animales, y aún con existentes hoy en otros países: reno, rinoceronte, sabiendo que el clima no es más el mismo.
Se distinguió también como botánico, creando un herbario regional de especies características de Lauragais. Y publica Flore du bassin sous pyrénéen fruto de su trabajo en 1837. Y luego un anexo, publicado bajo el título de Flore analytique de Toulouse et de ses environs (3ª y última edición, de 1884). Fue coautor con Augustin Dassier del Traité des champignons comestibles et vénéneux qui croissent dans le bassin sous-pyrénéen en 1838.
Hacia el fin de su vida, se consagrará al estudio de la lengua occitana y publicará un diccionario occitano. También publica numerosos ensayos sobre la historia literaria de los dialectos patois del Mediodía de Francia de los siglos XVI, XVII y XVIII.
Fue director del Museo de Historia natural de Toulouse en 1872, donde creará la galería consagrada a la prehistoria. Ese fue la coronación de la carrera de su profesorado en Historia natural médica de la Escuela preparatoria de medicina y de farmacia, nombrado en 1841. Fue Caballero de la Legión de honor y oficial de la instrucción pública.

## Homenajes

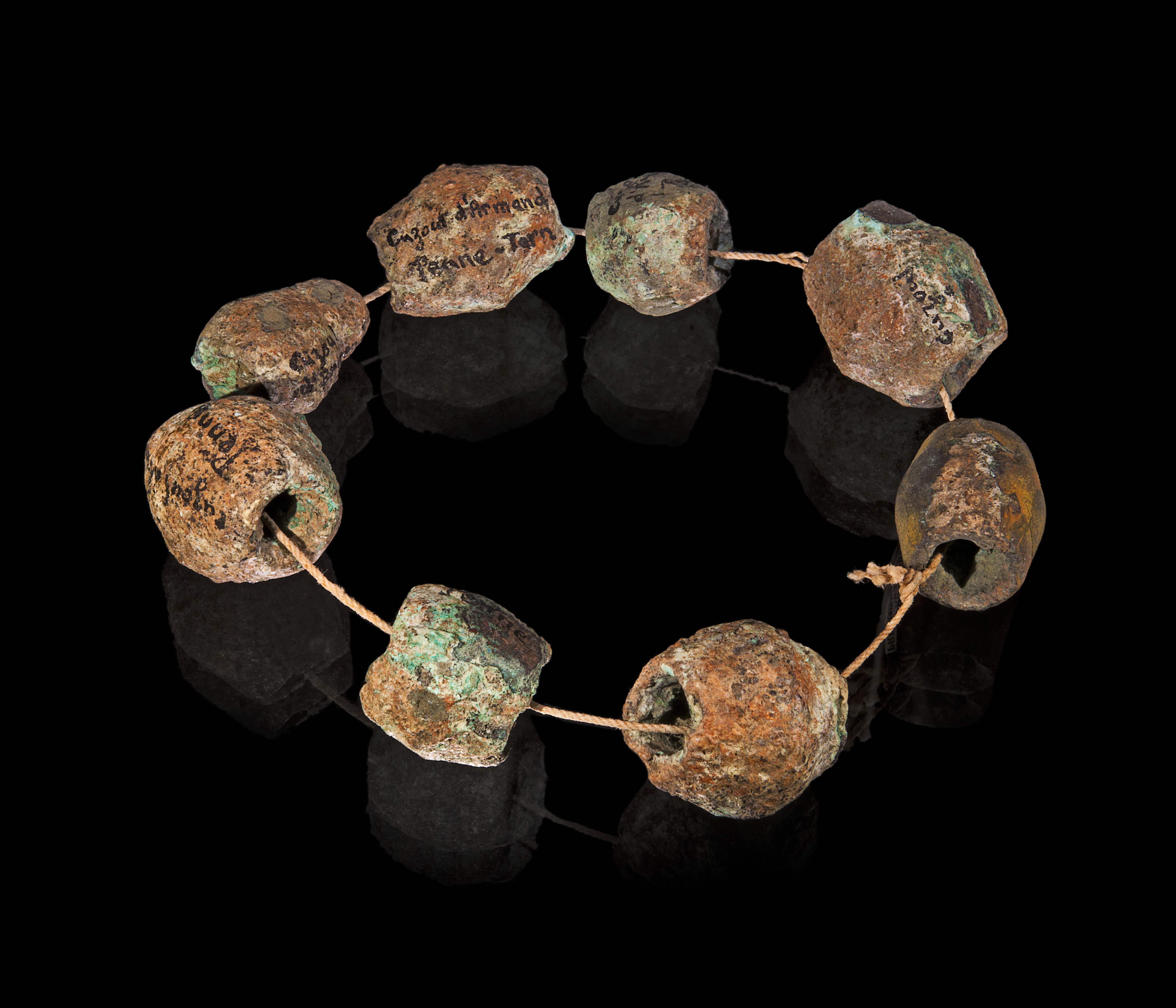
Adornos de bronce de Penne (Tarn) - Muséum de Toulouse

En 1990, para el centenario de su muerte, la Asociación Culture, loisirs et sports de Venerque le rindió un homenaje consagrándole una exposición. Para la ocasión el Museo de Historia natural de Toulouse prestó piezas halladas por el sabio en Infernet, y la biblioteca de la Universidad Paul Sabatier puso a disposición varias obras mostrando parte de su precioso herbario de la flora local.

### Epónimos
botánica
- (Orchidaceae) Ophrys × nouletii E.G.Camus[1]

- (Orchidaceae)  × Orchiserapias nouletii (Rouy) E.G.Camus[2]

- (Orchidaceae)  × Paludorchiserapias nouletii (Rouy) P.Delforge[3]

- (Orchidaceae) Serapias × nouletii Rouy[4]

- (Orchidaceae)  × Serapicamptis nouletii (Rouy) H.Kretzschmar, Eccarius & H.Dietr.[5]

- (Rosaceae) Rubus nouletii Sudre[6]

malacología
- gasterópodo endémico de los Pirineos : Cochlostoma nouleti (Dupuy, 1851)

paleontología
- mamíferos
  - (perissodactyla) : Leptolophus nouleti (Stelhin, 1904). Muestras tipos (un maxilar izq. M3-P2) originalmente parte de la colección Noulet, se encuentran ahora en el Museo de Toulouse
  - (perissodactyla) : Plagiolophus nouleti (Stehlin, 1904). Maxilar izq., tipo de la especie, en el Museo de Toulouse
  - rinocero : Cadurcotherium nouleti (Roman)
  - carnívoro : Hyaenodon nouleti (Depéret, 1917) a partir de dos fragmentos de mandíbula de la colección Noulet del Museo de Toulouse

- tortuga:
  - Carettochelyidae: Allaeochelys nouleti (Bergounioux)

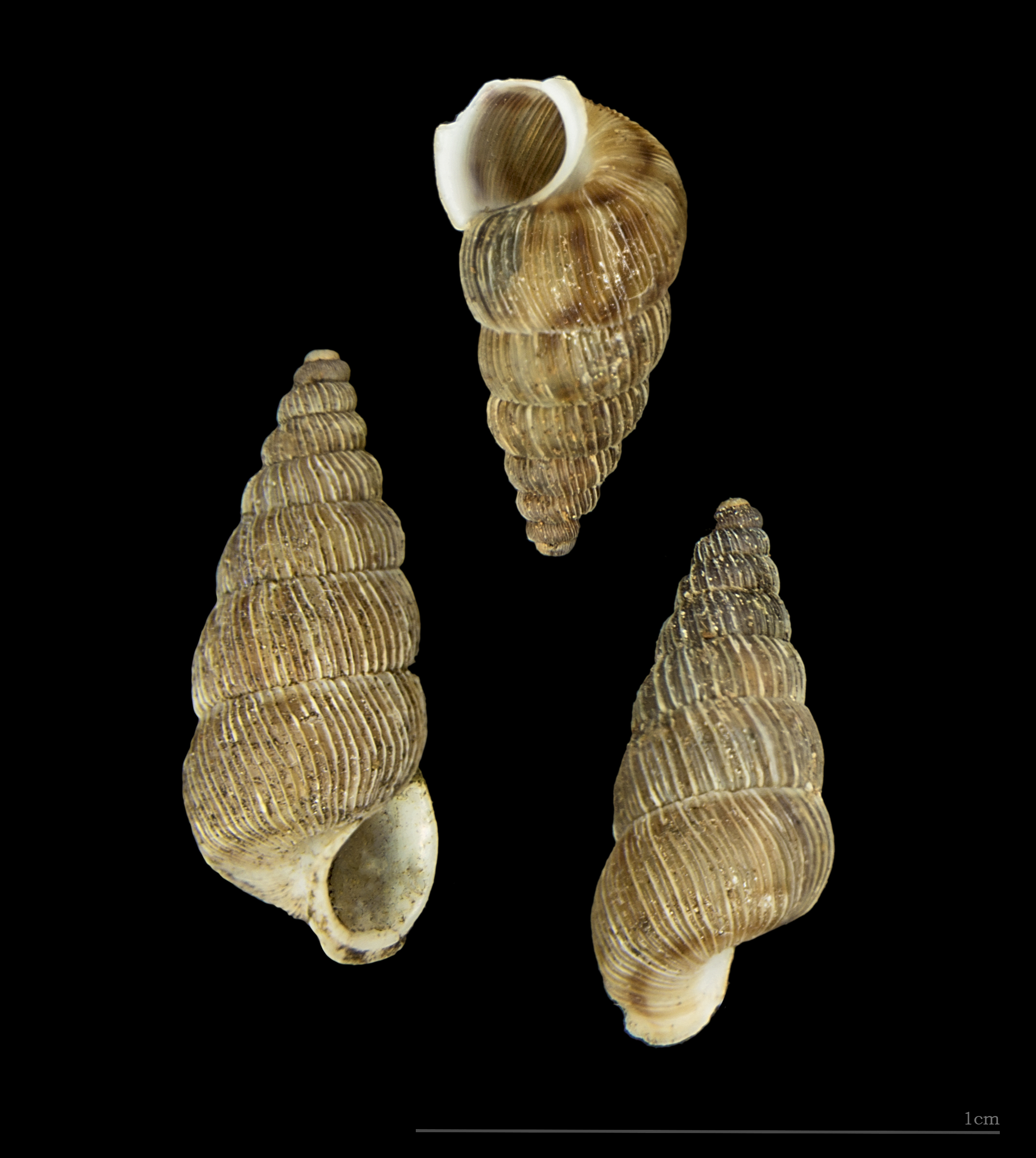
Cochlostoma nouleti
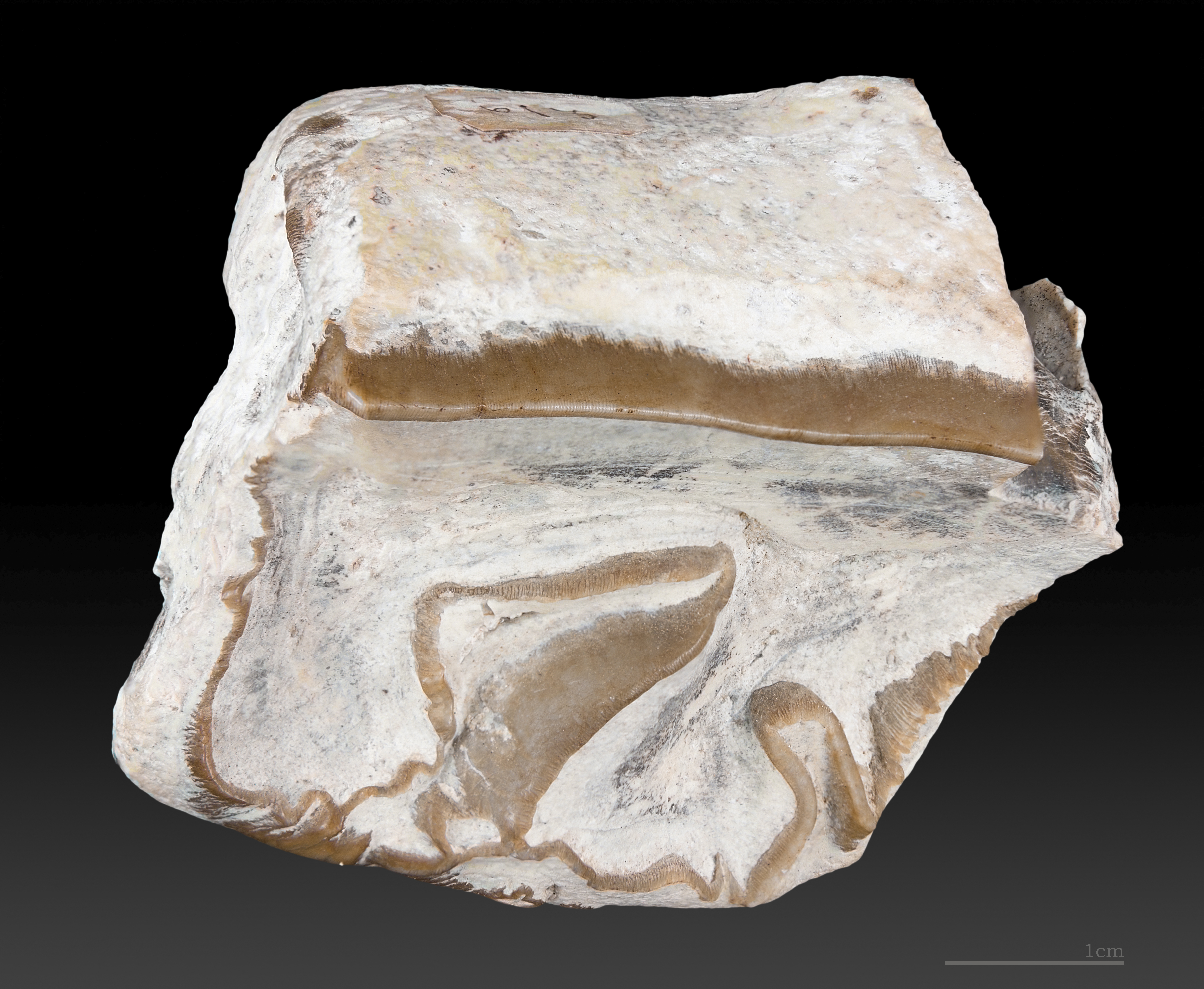
Paratipo Cadurcotherium nouleti